# Antun Gustav Matoš
Antun Gustav Matoš (Tovarnik, 1873. június 13. – Zágráb, 1914. március 17.) horvát költő, novellista, újságíró, a modern horvát költészet megteremtője.

## Életútja
August Matoš (1847–1914) tanár, orgonista és Marija Schams (1851–1944) fiaként született. Gimnáziumi tanulmányait Zágrábban végezte, majd Bécsben állatorvosnak tanult, azonban egyik vizsgája nem sikerült, így elvesztette ösztöndíját. Első írása Moć savijesti (A lelkiismeret hatalma) címmel bécsi tartózkodása idején, ezt a Vijenac című vezető horvát irodalmi folyóirat közölte. 1893-ban bevonult katonai szolgálat teljesítésére, azonban egy évre rá dezertált, s elmenekült Belgrádba. Itt újságírói és színikritikusi tevékenységet fejtett ki, s csellistaként is dolgozott. 1899-ben Párizsba költözött, ahol 1904-ig időzött, s itt ismerkedett a francia szimbolisták (Baudelaire, Musset, Mallarmé, Verlaine) költészetével. 1899-ben Iverje (Forgácsok) címmel adta ki első kötetét, majd 1900-ban a Novo iverje (Új forgácsok) c. kötettel jelentkezett. Elbeszéléseit kedvezően fogadta a horvát közönség. 1908-ban visszatért Zágrábba. 1909-ben adta ki harmadik és utolsó elbeszéléskötetét Umorne priče (Fáradt mesék) címmel. Írt még útirajzokat, esszéket és kritikákat.
Önálló kötetet nem jelent meg magyar nyelven, az 1963-as Jugoszláv költők antológiájában szerepel négy verse (A haj vigasza, Csellengés, Kislánynak játék helyett és Notturno). Elbeszélései közül magyarul megjelent: Az erkély az 1958-as Klasszikus jugoszláv elbeszélések című kötetben.

## Művei
- Iverje (1899)
- Novo iverje (1900)
- Ogledi (1905)
- Vidici i putovi (1907)
- Umorne priče (1909)
- Naši ljudi i krajevi (1910)
- Pečalba (1913)
- Pjesme (1923)

## Galéria

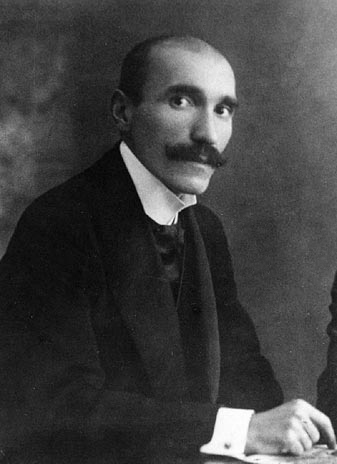
1913-ban
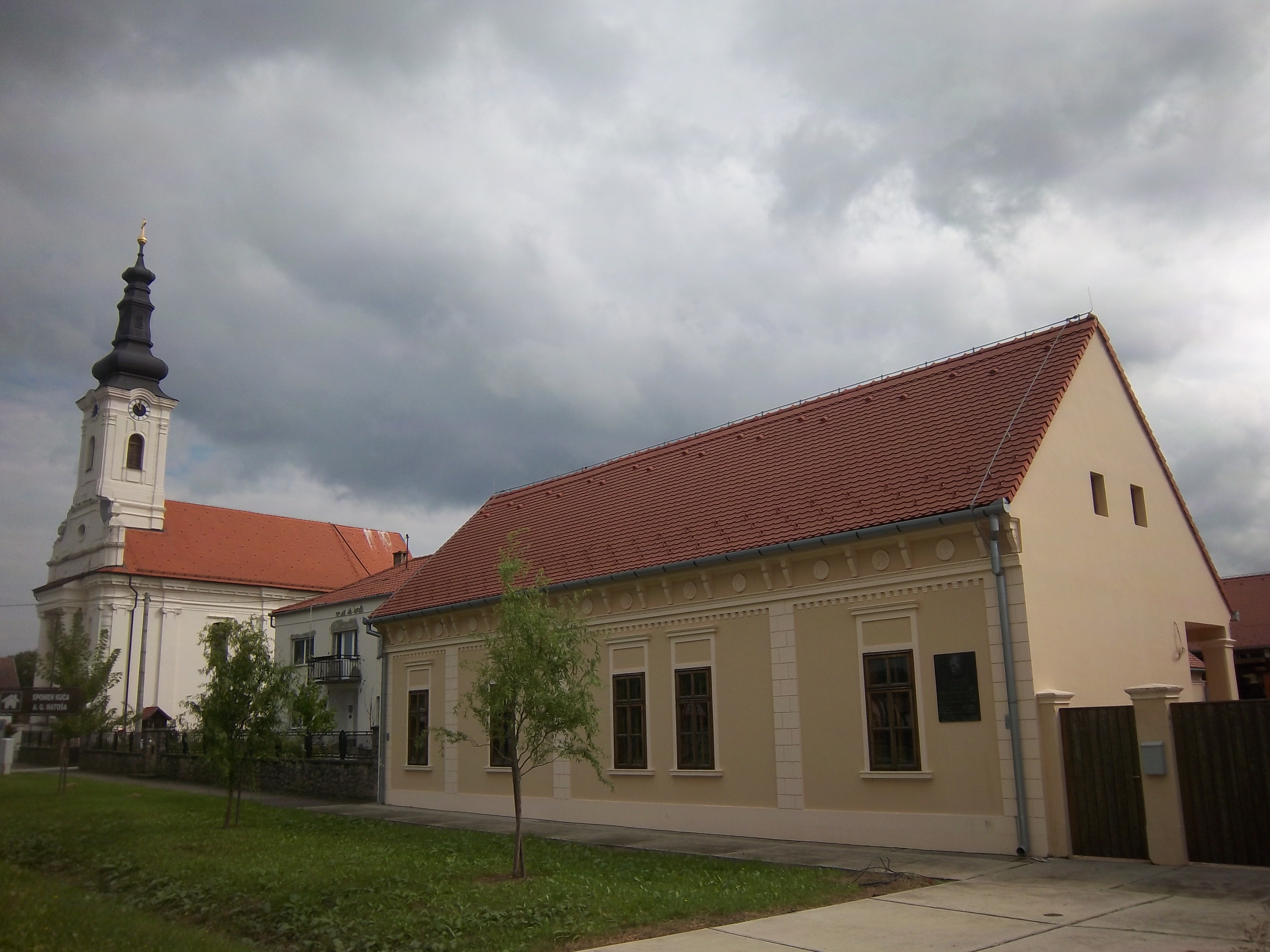
Matoš szülőháza Felsőtárnokon
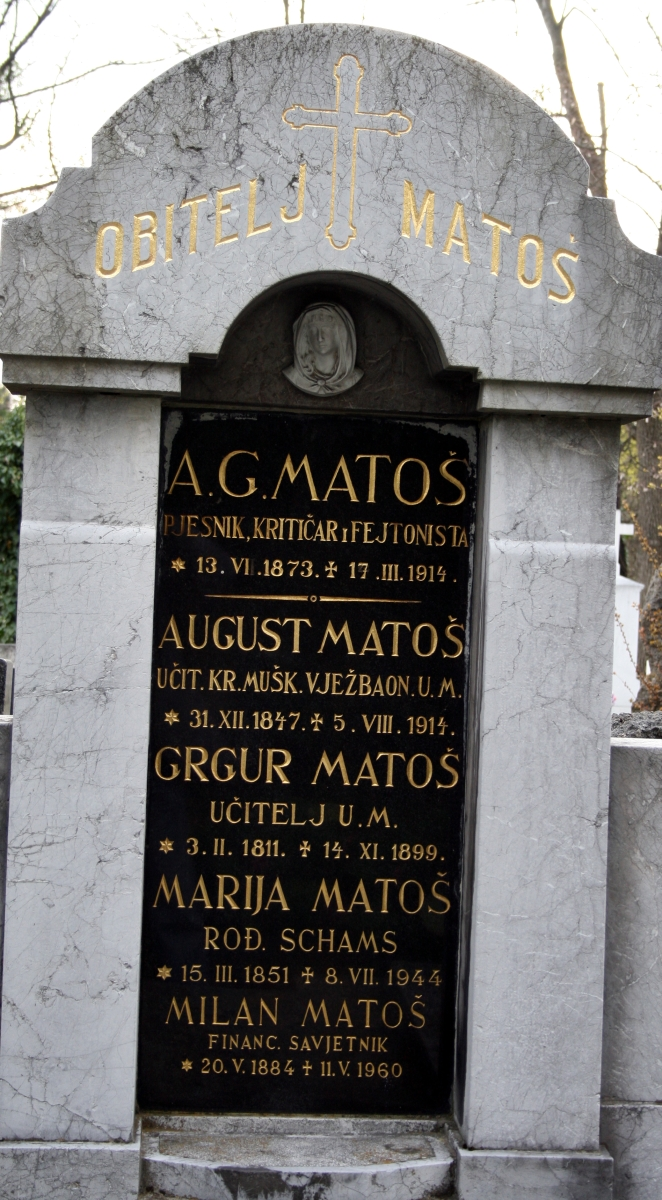
A családi sírbolt a zágrábi Mirogoj temetőben
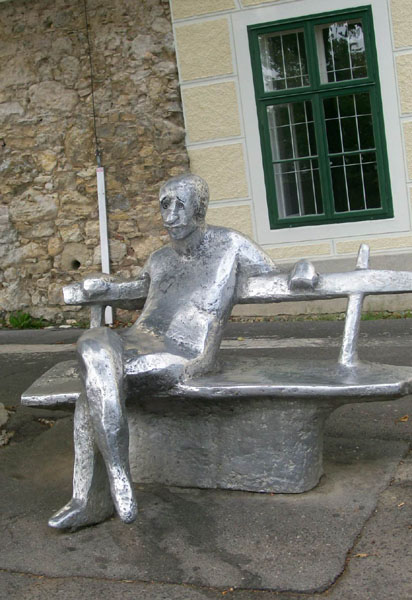
Szobra Zágrábban a Strossmayer sétányon (Ivan Kožarić műve)

## Forrás
- Dudás Előd: Antun Gustav Matoš halálának 100. évfordulójára Kávészünet – Az Országos Idegennyelvű Könyvtár blogja.

## Fordítás
- Ez a szócikk részben vagy egészben  az   Antun Gustav Matoš című horvát Wikipédia-szócikk fordításán alapul.  Az eredeti cikk szerkesztőit annak laptörténete sorolja fel. Ez a jelzés csupán a megfogalmazás eredetét és a szerzői jogokat jelzi, nem szolgál a cikkben szereplő információk forrásmegjelöléseként.